# Těchlovice (ort i Tjeckien, lat 50,21, long 15,71)
Těchlovice är en ort i Tjeckien. Den ligger i den centrala delen av landet, 90 km öster om huvudstaden Prag. Těchlovice ligger 278 meter över havet och antalet invånare är 316.
Terrängen runt Těchlovice är huvudsakligen platt. Těchlovice ligger uppe på en höjd.Runt Těchlovice är det ganska tätbefolkat, med 116 invånare per kvadratkilometer. Närmaste större samhälle är Hradec Králové, 8,6 km öster om Těchlovice. Trakten runt Těchlovice består till största delen av jordbruksmark.